# Enlèvement (film)
Pour les articles homonymes, voir Enlèvement (homonymie).
Pour plus de détails, voir Fiche technique et Distribution.
Enlèvement (Devil's Gate) est un film de science-fiction horrifique coécrit et réalisé par Clay Staub, sorti en 2017.
Il est sélectionné et présenté au festival du film de Tribeca, en avril 2017 aux États-Unis.

## Synopsis
L'agent du Federal Bureau of Investigation (FBI) Daria Francis (Amanda Schull) arrive dans une petite ville de Devil's Gate dans le Dakota du Nord. Elle mène une enquête sur la disparition d'une femme Maria Pritchard (Bridget Regan) et de son fils Jonah (Spencer Drever). Accompagnée du shérif Conrad « Colt » Salter et après avoir questionné la sœur de la disparue, l'agent souhaite voir Jackson Pritchard (Milo Ventimiglia), le mari de la disparue. En plein cœur de la campagne perdue, ils arrivent à la ferme délabrée de ce dernier, dans laquelle il se passe quelque chose d'effrayant…

## Fiche technique
Sauf indication contraire, les informations mentionnées dans cette section peuvent être confirmées par la base de données cinématographiques IMDb,  présente dans la section « Liens externes ».
- Titre original : Devil's Gate
- Titre français : Enlèvement
- Réalisation : Clay Staub
- Scénario : Peter Aperlo et Clay Staub
- Musique : Keefus Ciancia
- Décors : Réjean Labrie
- Costumes : Heather Neale
- Photographie : Miroslaw Baszak
- Montage : Guillaume Girard et Yvann Thibaudeau
- Production : Valérie d'Auteuil, Ian Dimerman, Scott Mednick, André Rouleau et Brendon Sawatzky

Production déléguée : Skyler Mednick
- Sociétés de production : Caramel Film et Mednick Productions
- Société de distribution : IFC Films
- Pays d'origine :  Canada
- Langue originale : anglais
- Format : couleur
- Genre : science-fiction horrifique
- Durée : 94 minutes
- Dates de sortie :
  - États-Unis : 24 avril 2017 (Festival du film de Tribeca)
  - France : 7 novembre 2018 (vidéo à la demande)

## Distribution
- Amanda Schull (VF : Sophie Planet) : l'agent spécial du FBI Daria Francis
- Shawn Ashmore (VF : Alan Aubert-Carlin) : le shérif-adjoint Conrad « Colt » Salter
- Milo Ventimiglia (VF : Patrick Pellegrin) : Jackson Pritchard
- Bridget Regan (VF : Agnès Manoury) : Maria Pritchard
- Jonathan Frakes (VF : Yann Pichon) : le shérif Gruenwell
- Spencer Drever : Jonah Pritchard
- Jan Skene : Jenna, la sœur de Maria
- Adam Hurtig (VF : Jérôme Keen) : Pearce Bacca
- Sarah Constible (VF : Marie Nonnenmacher) : Theresa Locke

## Tournage
Le tournage a lieu à Sanford et Winnipeg dans la province du Manitoba.

## Critiques
le film obtient 38 % sur l'agrégateur américain Rotten Tomatoes, avec seize critiques et une note moyenne de 5,17 ⁄10. Sur Allociné, les spectateurs notent ce film 1,9 ⁄5, avec 170 notes dont 26 critiques.
Le Village Voice souligne : « Ce qui est le plus décevant, c’est que Staub se révèle être un tel formidable réalisateur d’action et d’effets visuels. S'il vous plaît, qu'on lui donne une histoire bien meilleure que celle-ci » (« What’s most disappointing is that Staub proves himself to be a formidable director of action and visual effects. Please, someone just give him a better story »). The Hollywood Reporter, Los Angeles Times et The New York Times sont de même avis,,.